# تحقيق فساد كورتس

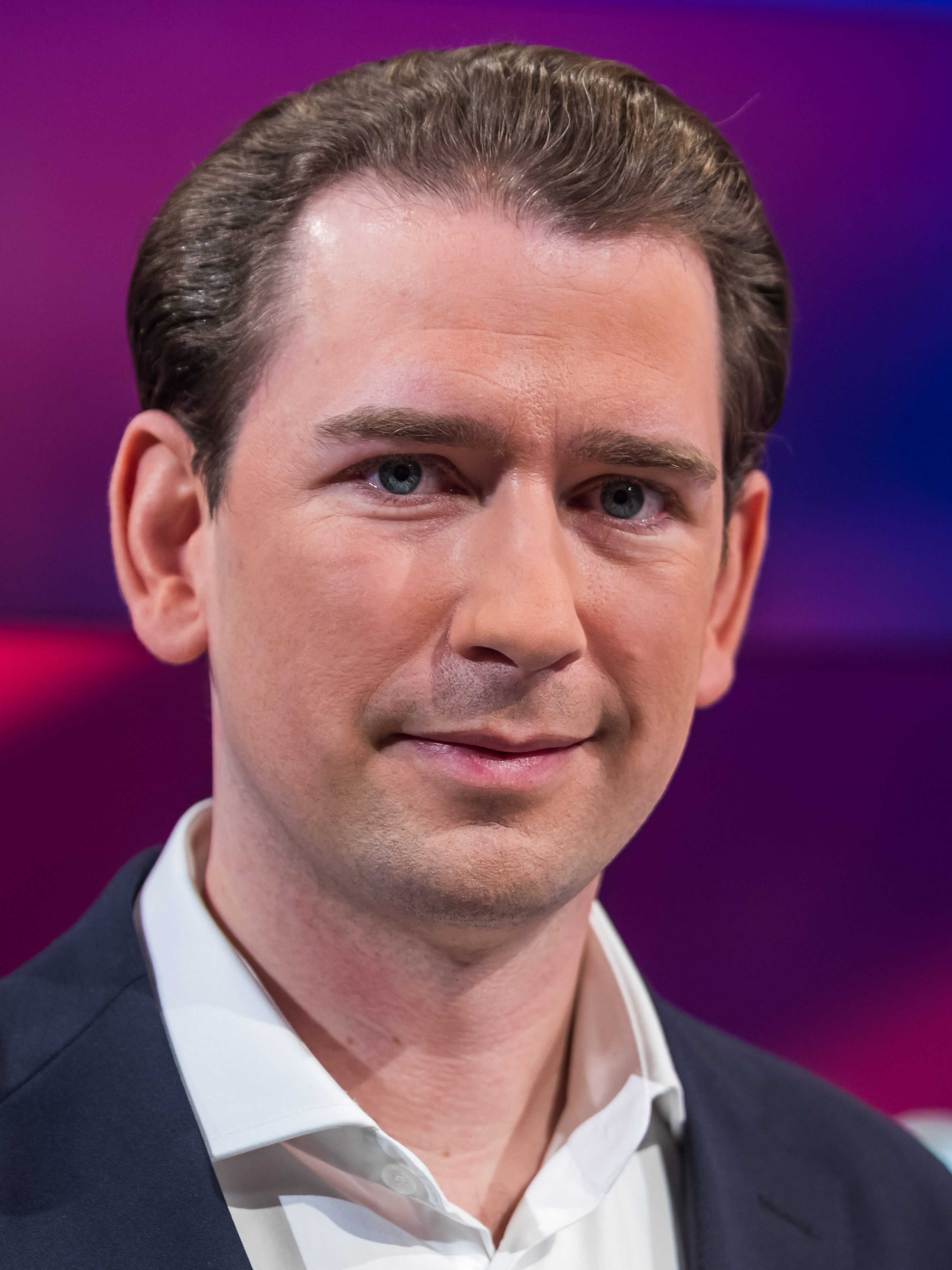
المستشار الاتحادي النمساوي سيباستيان كورتس خلال اجتماعه مع الرئيس الروسي فلاديمير بوتين

تحقيق فساد كورتس في 6 أكتوبر 2021، قام المدعون النمساويون المعنيون بمكافحة الفساد بمداهمة مكاتب المستشار الاتحادي سيباستيان كورتس، ومقر حزب الشعب النمساوي ووزارة المالية الفيدرالية. تم اتهام كورتس بالاختلاس والرشوة، إلى جانب تسعة سياسيين رفيعي المستوى ومديرين تنفيذيين في الصحف. وفقًا للمدعين العامين فقد أسيء استخدام الأموال العامة لتمويل استطلاعات الرأي ذات الدوافع السياسية والتي تم التلاعب بها في بعض الأحيان، حيث يتم تمويل التمويل من خلال الإعلانات في صحيفة Österreich نيابة عن وزارة المالية الفيدرالية.
نتيجة للغارة، تعرض كورتس لانتقادات شديدة من شريكه الأصغر في الائتلاف، الخضر - البديل الأخضر، وكذلك المعارضة. وصف زعيم حزب الخضر فيرنر كوجلر كورتس بأنه «لم يعد قادرًا على تولي المنصب»، مما دفع حزب الشعب لترشيح مستشار لا تشوبه شائبة كبديل.
في 9 أكتوبر 2021 أعلن كورتس استقالته، مع ألكسندر شاللنبيرغ ليحل محله. نتيجة للاستقالة أعلن كوجلر عزمه على مواصلة الائتلاف الحاكم.